# Exidmonea
Exidmonea is een geslacht van mosdiertjes uit de familie van de Tubuliporidae en de orde Cyclostomatida. De wetenschappelijke naam ervan werd in 1972 voor het eerst geldig gepubliceerd door David, Mongereau & Pouyet.

## Soorten
- Exidmonea arcuata Ostrovsky & Taylor, 1996
- Exidmonea atlantica (Forbes in Johnston, 1847)
- Exidmonea atlantica David, Mongereau & Pouyet, 1972
- Exidmonea coerulea (Harmelin, 1976)
- Exidmonea crassimargo (Canu & Bassler, 1929)
- Exidmonea curvata (Borg, 1944)
- Exidmonea eboracensis (Busk, 1886)
- Exidmonea flexuosa (Pourtalès, 1867)
- Exidmonea foresti (Buge, 1979)
- Exidmonea grallator (Canu & Bassler, 1920)  †
- Exidmonea intercalata Liu, Liu & Zágoršek, 2019
- Exidmonea pauper (Canu & Bassler, 1929)
- Exidmonea pruinosa (Stimpson, 1853)
- Exidmonea triforis (Heller, 1867)
- Exidmonea zagorseki Ramalho, Muricy & Taylor, 2009

- Exidmonea parvula (Canu & Bassler, 1929) (taxon inquirendum)
- Exidmonea zengmuensis (Lu, Nie & Zhong, 1988) (taxon inquirendum)

Niet geaccepteerde soorten:
- Exidmonea coerula (Harmelin, 1976) → Exidmonea coerulea (Harmelin, 1976)
- Exidmonea hula (Borg, 1944) → Idmidronea hula Borg, 1944
- Exidmonea milneana (d'Orbigny, 1839) → Nevianipora milneana (d'Orbigny, 1839)